# Любов (фільм, 1919)
Любов (англ. Love) — американська короткометражна кінокомедія Роско Арбакла 1919 року.

## Сюжет
Фатті закоханий у дівчину, але її батько хоче видати її в шлюб з іншим. Фатті повинен знайти вихід з цієї ситуації.

## У ролях
- Роско ’Товстун’ Арбакл — Фатті
- Монті Бенкс — батрак
- Френк Гейз — Френк, батько Вінні
- Кейт Прайс — кухар
- Аль Ст. Джон — суперник Фатті
- Вініфред Вестовер — Вінні